# 菅原幸助
菅原 幸助（すがわら こうすけ、1925年（大正14年）3月19日 - 2013年（平成25年）4月4日）は、日本の中国残留孤児支援家。（社）神奈川中国帰国者福祉援護協会理事長であった。山形県鶴岡市出身。

## 人物
- 大山尋常高等小学校卒業。
- 従軍を経て鶴岡市の荘内日報社の記者となる。
- 1953年（昭和28年） - 朝日新聞社に移り、社会部記者として長年中国残留孤児問題の取材を続ける。
- 2002年（平成14年） - 中国残留孤児国家賠償兵庫訴訟においては原告を務める。
- 2009年（平成21年）4月 - 裁判の記録をまとめた『「中国残留孤児」裁判―問題だらけの政治解決』を出版した。
- 2013年（平成25年）4月4日 - 肺炎のため死去[2]。

自身も14歳時には満州へと渡っており、終戦間際に憲兵へと任官し邦人避難列車の護衛を担当しながら満州国を脱出するに至った。

## 受賞歴
- 横浜弁護士会第8回人権賞
- 2010年（平成22年） - 第44回吉川英治文化賞

## 著作物
- 1966年（昭和41年） - 『現代のアイヌ : 民族移動のロマン』 現文社
- 1968年（昭和43年） - 『二重遭難 : 谷川岳の記録』 現文社
- 1979年（昭和54年） - 『日本の華僑』 朝日新聞社 ISBN 4-02-260674-6
- 1982年（昭和57年） - 『泣くんじゃあない : 不用哭了』 人間の科学社
- 1986年（昭和61年） - 『旧満州幻の国の子どもたち』 有斐閣 ISBN 4-641-18031-8
- 1987年（昭和62年） - 『China town : 変貌する横浜中華街』 洋泉社
- 1987年（昭和62年） - 『味の横浜中華街 : こんな店がうまい店』 有斐閣 ISBN 4-641-07513-1
- 1989年（平成元年） - 『「日本人になれない」中国孤児 : 官僚と帰国者たち』 洋泉社 ISBN 4-89691-052-4
- 1997年（平成9年） - 『初年兵と従軍慰安婦』三一書房 ISBN 4-380-97226-7
- 1998年（平成10年） - 『日本の国籍を下さい』 神奈川中国帰国者福祉援護協会（編） 三一書房 ISBN 4-380-98225-4
- 2001年（平成13年） - 『新興住宅地の連帯論 : 鎌倉・城廻自治会長体験記』 武田出版 ISBN 4-434-01445-5
- 2009年（平成21年） - 『「中国残留孤児」裁判 : 問題だらけの政治解決』 平原社 ISBN 978-4-938391-45-4